# Ctenomys frater
Ctenomys frater és una espècie de mamífer rosegador de la família dels ctenòmids. És endèmic del sud-oest de Bolívia. Es tracta d'un animal herbívor que excava per trobar els tubercles i les arrels que formen la seva dieta. El seu hàbitat natural són els boscos, tant primaris com secundaris, on viu a altituds d'entre 600 i 4.300 msnm. És una espècie en risc mínim, és a dir, no sembla que hi hagi cap amenaça significativa per a la seva supervivència.